# Knaresdale with Kirkhaugh
Knaresdale with Kirkhaugh – civil parish w Anglii, w hrabstwie Northumberland. W 2011 civil parish liczyła 279 mieszkańców. W obszar civil parish wchodzą także Kirkhaugh i Knaresdale.